# ماثيو أولسون
ماثيو أولسون (بالإنجليزية: Matthew Olson)‏ هو لاعب كرة قدم ومدرب كرة قدم أمريكي في مركز حراسة المرمى، ولد في 3 فبراير 1968 في رينتون في الولايات المتحدة. لعب مع فيرجينيا بيتش مارينرز ونادي تشيلتنهام تاون.